# Yves-Alain Barde
Yves-Alain Barde FRS é um professor de neurobiologia da Universidade de Cardiff.
Foi eleito membro da Royal Society (FRS) em 2017.